# Mads Steffensen
Mads Foldberg Steffensen (født 8. juni 1970 i Aalborg) er en dansk radio- og tv-personlighed. Han er bedst kendt for at være vært på radioprogrammet Mads og Monopolet, der fra 2003-2016 var på P3 og fra januar 2016 på P4. Han er uddannet journalist fra Danmarks Journalisthøjskole i 1997.
Steffensen har også været vært på Aftenshowet på DR1 (2007-2011) og Kender du typen?, DR1 (2012- ). 
Han har bl.a. vundet Radioprisen ved dansk radios prisuddeling Prix Radio i 2006, Ekstra Bladets Den Gyldne Mikrofon 2009, en Zulu Award for Mads og Monopolet ved Zulu Awards 2011 og Kryger-prisen i 2017.
I maj 2020 lavede han sammen med Phillip Faber DR1-programmet Fællessang - hver for sig hver fredag frem til slutningen af juni. Programmet startede med samme koncept i oktober 2020.
Den 30. december 2020 blev det meldt ud, at Steffensen havde sagt op på DR, og at Sara Bro ville overtage hans værtsrolle på Mads og Monopolet.
 Mads Steffensen starter i stedet hos den kommercielle podcastplatform Podimo med et lignende paneldebatprogram.

## Privat
Mads voksede op i Gistrup, syd for Aalborg, hvor han gik på Gistrup Skole.
Hans bror er journalist Palle Steffensen.
Privat er han gift med Marianne, med hvem han har tre sønner.